# A cambio de nada
A cambio de nada és una pel·lícula espanyola de 2015, que constitueix el primer llargmetratge dirigit per Daniel Guzmán. Va guanyar la Bisnaga d'Or al Festival de Cinema de Màlaga i dos premis Goya, per a Daniel Guzmán per la millor direcció novella i per a Miguel Herrán pel millor actor revelació.
Destaca la interpretació d'Antonia Guzmán, àvia del director i que als seus més de 90 anys ha debutat com a actriu en aquesta pel·lícula, per la qual ha estat nominada al premi Goya a l'actriu revelació.

## Sinopsi
Darío (Miguel Herrán) i Luismi (Antonio Bachiller) són dos amics i veïns de 16 anys que mantenen un estret vincle des de petits. Un d'ells, Darío, ha d'afrontar la separació dels seus pares, un infern familiar que l'obliga a fugir de casa. Per a guanyar-se la vida, el jove comença a treballar per a Caralimpia, un antic delinqüent que regenta un taller. Al costat de Luismi, el seu nou cap i Antonia (Antonia Guzmán), una anciana que recull mobles abandonats, Darío trobarà una nova família i una forma diferent de veure la vida.

## Repartiment
- Miguel Herrán - Darío
- Antonio Bachiller - Luismi
- Antonia Guzmán - Antonia
- Felipe García Vélez - Justo Caralimpia
- Luis Tosar - Pare Darío
- María Miguel - Mare Darío
- Miguel Rellán - Professor

## Premis i candidatures
Premis Goya
| Any  | Categoria                                     | Persona             | Resultat  |
| ---- | --------------------------------------------- | ------------------- | --------- |
| 2015 | Millor director novell                        | Daniel Guzmán       | Guanyador |
| 2015 | Millor pel·lícula                             |                     | Nominat   |
| 2015 | Millor guió original                          |                     | Nominat   |
| 2015 | Millor interpretació masculina de repartiment | Felipe García Vélez | Nominat   |
| 2015 | Millor actor revelació                        | Miguel Herrán       | Guanyador |
| 2015 | Millor actriu revelació                       | Antonia Guzmán      | Nominada  |